# 2008년 방콕국제영화제
제6회 방콕국제영화제는 2008년 9월 23일에 열린 시상식이다.

## 수상 및 후보

### 동남아부문-골든 키나르상
- 서비스 - 브리얀테 멘도사 수상

### 주요경쟁부문-골든 키나르상
- PVC-1 - Spiros Stathoulopoulos 수상

### 주요경쟁부문-특별배심원 골든 키나르상
- 눈밭 속의 세 사람 - 나기 네마티 수상

### 주요경쟁부문-특별언급
- 제이 - 프란시스 자비에 파시온 수상
- ALICE IN THE LAND - Esteban Larrain 수상

### 동남아부문-특별배심원 골든 키나르상
- 터키 블루 스카이 - 우밍진 수상

### 동남아부문-특별언급
- 나의 어린 시절 - 존 토레스 수상